# Camille redouble
Camille redouble è un film del 2012 scritto, diretto e interpretato da Noémie Lvovsky.

## Distribuzione e riconoscimenti
Presentato con successo nella Quinzaine des Réalisateurs del Festival di Cannes 2012 (Premio SACD) e al Festival di Locarno (Premio Variety Piazza Grande), ha ottenuto tredici candidature ai Premi César 2013, comprese tre personali per la Lvovsky (miglior regista, migliore sceneggiatura originale e migliore attrice), sopravanzando film ben più quotati (nessuna di esse si è però poi concretizzata in un premio).

## Riconoscimenti
- Festival di Cannes 2012 - Quinzaine des Réalisateurs: Premio SACD
- Festival di Locarno 2012: Premio Variety Piazza Grande
- Premi Lumière 2013
  - Candidato per il miglior film
  - Candidato per il miglior regista
  - Candidato per la migliore sceneggiatura
  - Candidato per la miglior attrice (Noémie Lvovsky)
  - Candidato per la migliore promessa femminile (Judith Chemla, Julia Faure e India Hair)
- Premi César 2013
  - Candidato per il miglior film
  - Candidato per il miglior regista
  - Candidato per la migliore sceneggiatura originale
  - Candidato per la migliore attrice (Noémie Lvovsky)
  - Candidato per la migliore attrice non protagonista (Judith Chemla e Yolande Moreau)
  - Candidato per il migliore attore non protagonista (Samir Guesmi e Michel Vuillermoz)
  - Candidato per la migliore promessa femminile (Julia Faure e India Hair)
  - Candidato per il miglior montaggio
  - Candidato per i migliori costumi
  - Candidato per la migliore musica
- Premi Magritte 2013
  - Premio Magritte per la migliore attrice non protagonista a Yolande Moreau